# مسابقة مؤسسة محمد السادس للعلماء الأفارقة في القرآن الكريم
مسابقة مؤسسة محمد السادس للعلماء الأفارقة في القرآن الكريم مسابقة قرآنية سنوية في حفظ القرآن وتجويده وترتيله يتبارى على جوائزها قراء وقارئات من فروع البلدان الإفريقية المنضوية تحت مؤسسة محمد السادس للعلماء الأفارقة. بدأت في فاس بالمملكة المغربية سنة 2019، بمشاركة 34 بلدا أفريقيا وأكثر من 60 مشاركا ومشاركة.

## فكرة المسابقة
جاء تنظيم المسابقة في توصيات المجلس الأعلى لمؤسسة محمد السادس للعلماء الأفارقة، المنعقد بفاس في دورته الثانية يومي السبت والأحد 24 و25 صفر 1440 هـ الموافق لـ 3 و4 نونبر 2018 م، والمتعلقة بإجراء مسابقة في حفظ القرآن الكريم وترتيله وتجويده. والذي تمت المصادقة عليه في انعقاد المجلس الأعلى للمؤسسة في دورته الثالثة بفاس يومي 20 و21 ربيع الثاني 1441 هـ الموافق لـ 17 و18 دجنبر 2019 م.

## أطوار المسابقة
تنظم المسابقة على مرحلتين: أولا مرحلة الإقصائيات على مستوى بلدان فروع المؤسسة من أجل اختيار ثلاثة متسابقين يشاركون في المسابقة النهائية. ثانيا المرحلة النهائية التي تعرف مشاركة أكثر من 100 متسابق ومتسابقة.

## فروع المسابقة
يتبارى المشاركون في المسابقة في ثلاثة فروع في الحفظ وهي: فرع الحفظ الكامل مع الترتيل برواية ورش عن نافع، وفرع الحفظ الكامل مع الترتيل بمختلف القراءات والروايات الأخرى، وأخيرا فرع التجويد مع حفظ خمسة أحزاب على الأقل.

## تاريخ المسابقة
| الدورة | البلد                           | الفائز في صنف الحفظ الكامل برواية ورش عن نافع | الفائز في صنف الحفظ الكامل برواية حفص عن عاصم | الفائز في صنف التجويد مع حفظ خمسة أحزاب على الأقل |
| ------ | ------------------------------- | --------------------------------------------- | --------------------------------------------- | ------------------------------------------------- |
| 2019   | فاس – المملكة المغربية          | عوض الله الطيب أحمد محمد (السودان)            | -                                             | محمد فال سالم (موريتانيا)                         |
| 2021   | فاس – المملكة المغربية (عن بعد) | خديجة يعقوب يونس (نيجيريا)                    | محمد الماحي توري (السنغال)                    | قيس حسين موامتووا (تنزانيا)                       |
| 2022   | دار السلام - تنزانيا            | كاتبي مرتضى أولاتجي (نيجيريا)                 | عبيد الله أبو بكر (النيجر)                    | أحمد سليم مكويوا (تنزانيا)                        |
| 2023   | فاس – المملكة المغربية (عن بعد) | ماسيري ساغو (مالي)                            | محمد مأمون جوب (غامبيا)                       | عبد الرحمن موسى عبد الله (كينيا)                  |
| 2024   | فاس – المملكة المغربية (عن بعد) | الشيخ النيه عبد الدائم (موريتانيا)            | عبد الرحمان ياسين (أوغندا)                    | مودي يوري مارتينو (أنغولا)                        |

## جوائز المسابقة
تختلف قيمة جوائز المسابقة من دورة لأخرى.